# Los soldados no lloran
Los soldados no lloran es una novela histórica juvenil del autor holandés Rindert Kromhout publicada en español en 2012 por Ediciones SM en la colección Gran Angular. La historia está inspirada en las vidas de Julian y Quentin Bell, sobrinos de Virginia Woolf.

## Trama
Julian Bell, un joven inglés, se alista en las Brigadas Internacionales para combatir contra el fascismo en la Guerra Civil Española. El relato narra los doce años previos a su partida desde la perspectiva de su hermano, Quentin Bell, y muestra al lector una visión panorámica del paso de la infancia a la adolescencia de los dos protagonistas.
Los hechos transcurren en el marco idílico de Charleston, una casa de la campiña inglesa próxima a Londres a la cual se retiran en 1925 Vanessa Bell —la madre de Julian y Quentin— y Duncan Grant, un artista de sexualidad ambigua, para dedicarse a la pintura lejos de las servidumbres sociales de la gran ciudad. También desempeña un papel importante en el decorado de la novela la residencia de Leonard y Virginia Woolf, Monk's House.
Mientras Quentin se interesa cada vez más por la actividad literaria de su tía, Virginia Woolf, e intenta seguir sus pasos, Julian comienza a profundizar en la turbulenta situación política de la Europa de entreguerras. Su rechazo al fascismo lo acabará llevando al frente republicano en España.
Los temas principales de la novela son la libertad, el descubrimiento del amor, el arte, el pacifismo, el respeto y la igualdad.
Además de los protagonistas, algunos de los personajes históricos con papeles relevantes en la novela son Clive Bell, Lytton Strachey, Dora Carrington Angelica Garnett y Ottoline Morrell. También figuran en la novela, con papeles secundarios, T. S. Eliot y Pablo Picasso. La obra cumbre de este último, el Guernica, tiene una gran carga simbólica en la historia.

## Inspiración
Durante una visita a Monk's House para ver el lugar de trabajo de Virginia Woolf, Rindert Kromhout encontró un folleto sobre una finca llamada Charleston. Puesto que no estaba muy lejos de allí, decidió acercarse, y quedó cautivado por la creatividad y la forma de vida poco convencional de las personas que vivieron en aquella casa. Por este motivo, Kromhout inició una investigación que culminó con la escritura de Los soldados no lloran, su visión sobre cómo pudieron ser las vidas de Julian y Quentin Bell creciendo en un lugar tan maravilloso.

## Premios
- 2011 Premio Thea Beckman a la mejor novela histórica juvenil de los Países Bajos.[1]
- 2011 Gouden Lijst (Marco de oro) al mejor libro para lectores a partir de 12 años.[2]